# Бютюки, Зюмер
Зюмер Бютюки (алб. Zymer Bytyqi; род. 11 сентября 1996 года, Синт-Трёйден, Бельгия) — косоварский и норвежский футболист, нападающий софийского ЦСКА и сборной Косова. 
С 2014 года выступает за сборную Косова, ранее представлял Норвегию на уровне юношеских и молодёжных сборных.

## Клубная карьера
Зюмер Бютюки родился в семье косовских албанцев в Бельгии, но, когда ему было два года, она перебралась в Норвегию. До 10 лет Бютюки не играл в футбол, когда стал заниматься в клубе «Лура». В 2010 году он перешёл в «Саннес Ульф». В 2011 году он тренировался с основной командой клуба, но не мог играть в официальных матчах из-за своего юного возраста. Наконец 28 мая 2012 года Бютюки дебютировал за клуб в Типпелиге, выйдя на замену на 77-й минуте домашнего матча против «Хёугесунна». Этот выход, когда ему было 15 лет и 261 день, сделал его на тот момент самым юным футболистом в истории норвежской Типпелиги. В августе того же года Бютюки подписал контракт с австрийским «Ред Буллом», к которому присоединился в январе 2013 году. Спустя 2 месяца он вернулся в «Саннес Ульф», где выступал уже на правах аренды.
В январе 2015 года Бютюки подписал контракт с норвежским «Викингом». 12 мая он забил свой первый гол в Типпелиге, увеличив преимущество своей команды в домашнем поединке против «Тромсё».

## Карьера в сборной
5 марта 2014 года Зюмер Бютюки дебютировал за сборную Косова в товарищеском матче против сборной Гаити, заменив на 57-й минуте нападающего Илира Аземи.

## Статистика выступлений

### В сборной
| Матчи и голы Зюмера Бютюки за сборную Косова | Матчи и голы Зюмера Бютюки за сборную Косова | Матчи и голы Зюмера Бютюки за сборную Косова       | Матчи и голы Зюмера Бютюки за сборную Косова | Матчи и голы Зюмера Бютюки за сборную Косова | Матчи и голы Зюмера Бютюки за сборную Косова | Матчи и голы Зюмера Бютюки за сборную Косова |
| №                                            | Дата                                         | Место проведения                                   | Соперник                                     | Счёт                                         | Голы                                         | Соревнование                                 |
| -------------------------------------------- | -------------------------------------------- | -------------------------------------------------- | -------------------------------------------- | -------------------------------------------- | -------------------------------------------- | -------------------------------------------- |
| 1                                            | 5 марта 2014                                 | Олимпийский стадион Адем Яшари, Косовска-Митровица | Гаити                                        | 0:0                                          | —                                            | Товарищеский матч                            |
| 2                                            | 12 января 2020                               | Международный стадион Халифа, Доха                 | Швеция                                       | 0:1                                          | —                                            | Товарищеский матч                            |
| 3                                            | 1 июня 2021                                  | Стадион Фадиль Вокри, Приштина                     | Сан-Марино                                   | 4:1                                          | —                                            | Товарищеский матч                            |
| 4                                            | 4 июня 2021                                  | Вёртерзе-Штадион, Клагенфурт-ам-Вёртерзе           | Мальта                                       | 2:1                                          | —                                            | Товарищеский матч                            |
| 5                                            | 2 сентября 2021                              | Стадион Батуми, Батуми                             | Грузия                                       | 1:0                                          | —                                            | Отбор на Чемпионат Мира 2022                 |
| 6                                            | 5 сентября 2021                              | Стадион Фадиль Вокри, Приштина                     | Греция                                       | 1:1                                          | —                                            | Отбор на Чемпионат Мира 2022                 |
| 7                                            | 8 сентября 2021                              | Стадион Фадиль Вокри, Приштина                     | Испания                                      | 0:2                                          | —                                            | Отбор на Чемпионат Мира 2022                 |
| 8                                            | 9 октября 2021                               | Френдс Арена, Сольна                               | Швеция                                       | 0:3                                          | —                                            | Отбор на Чемпионат Мира 2022                 |
| 9                                            | 12 октября 2021                              | Стадион Фадиль Вокри, Приштина                     | Грузия                                       | 1:2                                          | —                                            | Отбор на Чемпионат Мира 2022                 |
| 10                                           | 24 марта 2022                                | Стадион Фадиль Вокри, Приштина                     | Буркина-Фасо                                 | 5:0                                          | —                                            | Товарищеский матч                            |
| 11                                           | 29 марта 2022                                | Летцигрунд, Цюрих                                  | Швейцария                                    | 1:1                                          | —                                            | Товарищеский матч                            |
| 12                                           | 2 июня 2022                                  | АЕК Арена, Ларнака                                 | Кипр                                         | 2:0                                          | —                                            | Лига наций 2022/23                           |

Итого: 12 матчей / 0 голов; eu-football.info.